# Anser caerulescens
Anser caerulescens (Linnaeus, 1758), conhecido pelo nome comum de ganso-das-neves ou ganso-das-neves-grande, é uma espécie de ave anseriforme da família Anatidae. A espécie tem distribuição natural nas costas do Oceano Árctico, onde nidifica em áreas pantanosas da tundra do Canadá, Alasca, Gronelândia e no extremo oriental da Sibéria. É uma ave social, mesmo durante a nidificação, que se alimenta escavando na lama em busca de raízes e bolbos, ingerindo também rebentos e folhas tenras. Após a nidificação, que ocorrem em colónias com ninhos muito próximos, este gansos migram em bandos, algumas vezes com vários milhares de indivíduos, para passar o inverno em pântanos e pradarias na região central e meridional da América do Norte.
A espécie é considerada por alguns taxonomistas como parte do género Chen.

## Descrição
A espécie apresenta dois tipos de plumagem, comum mesmo entre os indivíduos pertencentes à mesma população: (1) uma forma (ou morfo) branca, com plumagem branca, excepto as pontas das asas, que são negras; e (2) a forma azulada, com plumagem cinzento-azulada, excepto na cabeça, que é branca. Estas formas foram inicialmente identificadas como espécies distintas, mas posteriormente confirmou-se que eram duas formas da mesma espécie, determinadas apenas pelos genes da plumagem.

## Subespécies

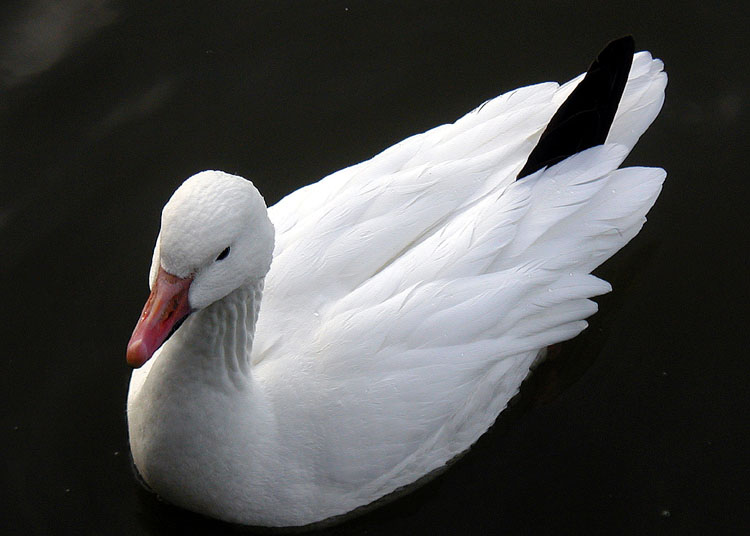
Anser caerulescens.

Existem duas subespécies distintas de Anser caerulescens:

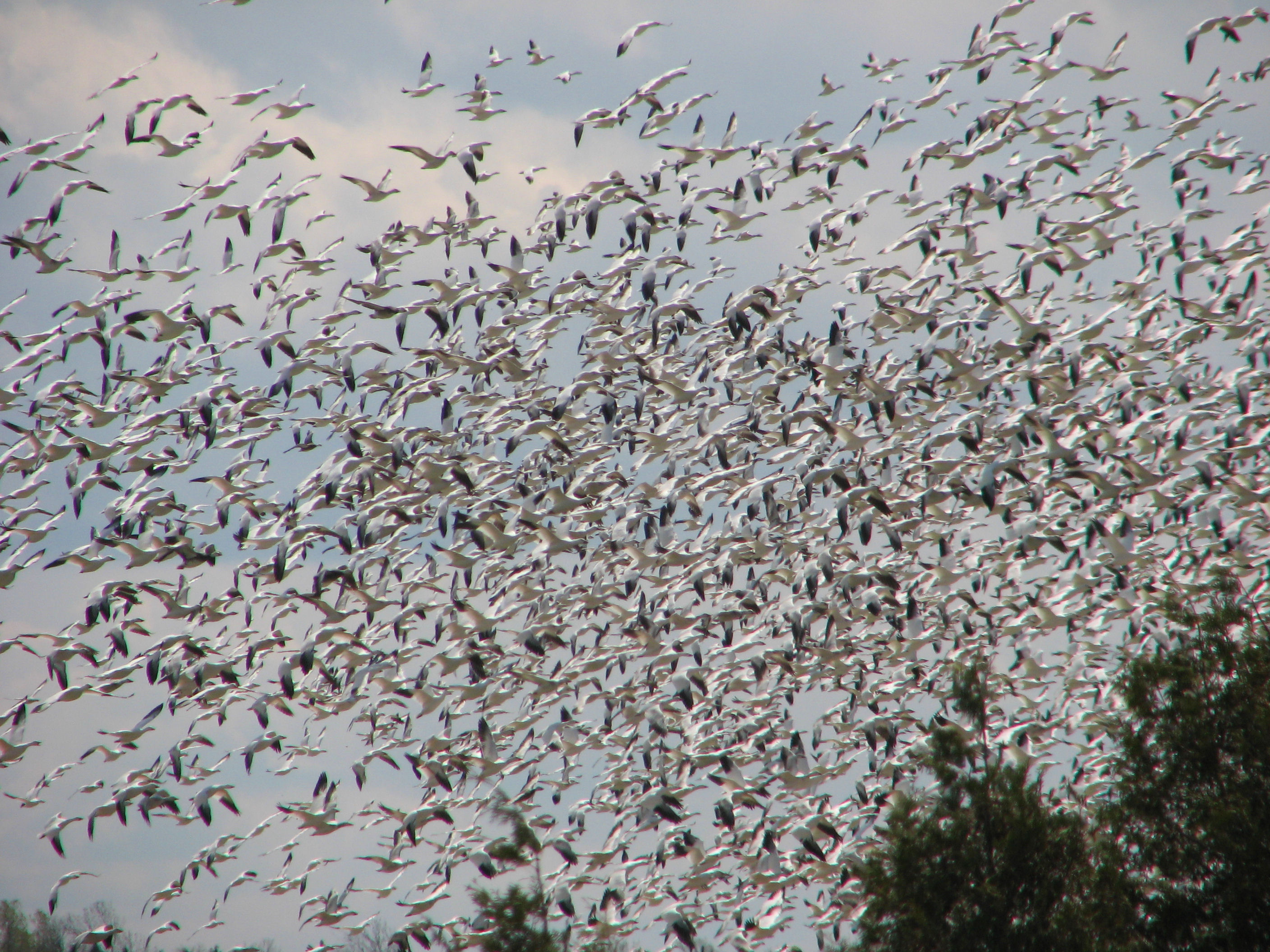
A. c. atlanticus. Alexandria (Ontario).
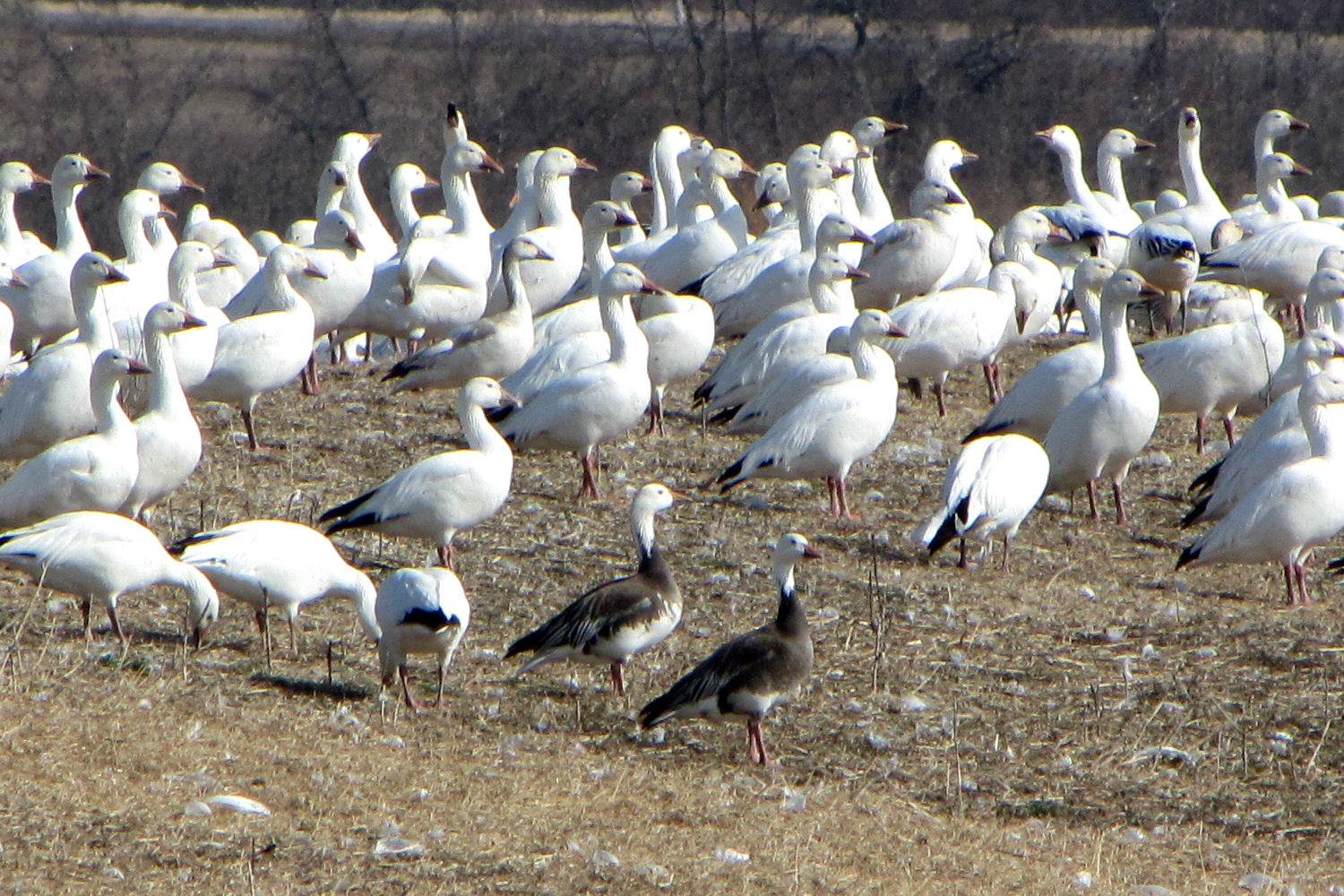
A. c. atlanticus. Alexandria (Ontario). En primer término, dos ejemplares de la forma azul (o gris).
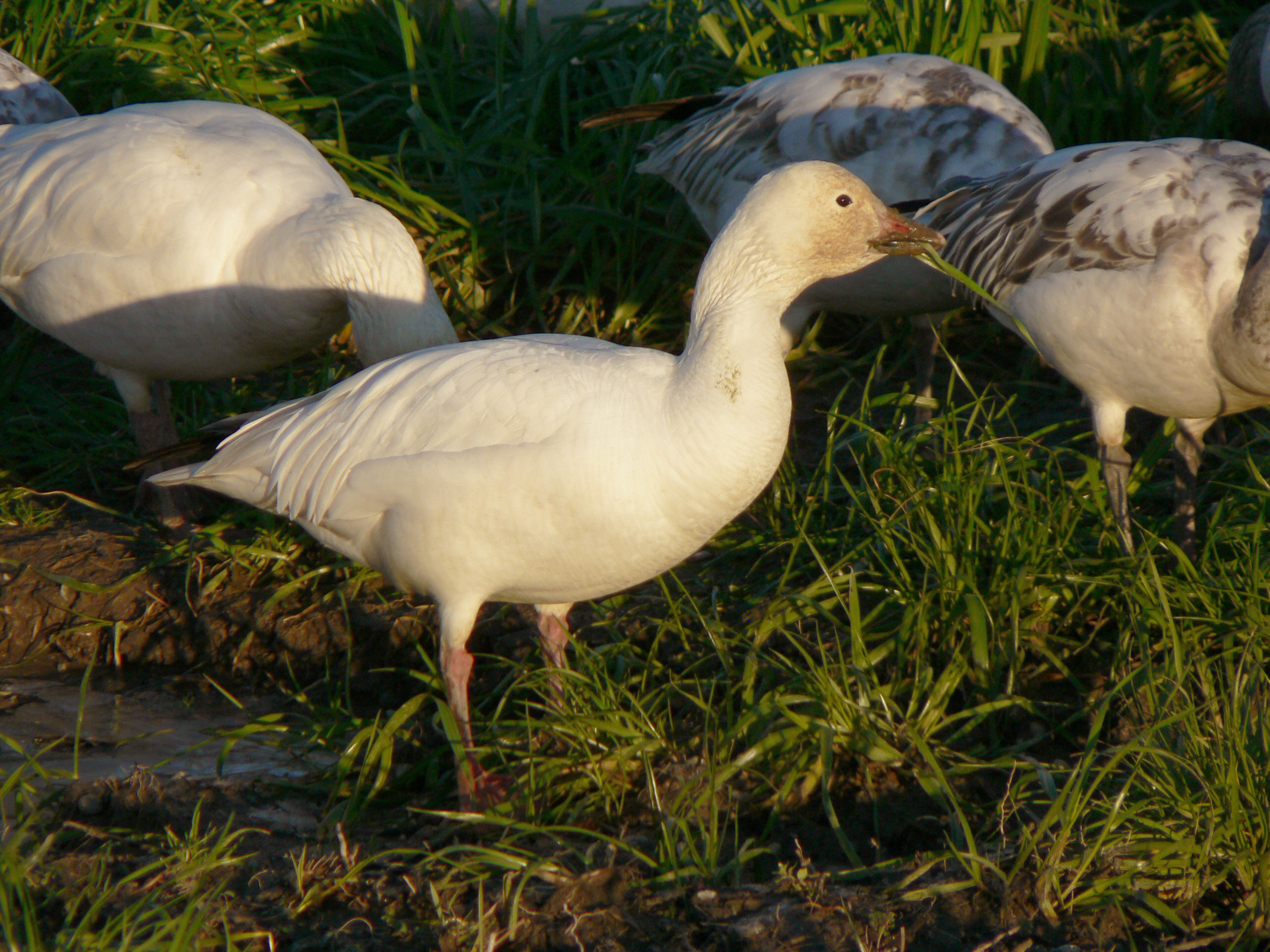
A. c. caerulescens. Forma blanca.
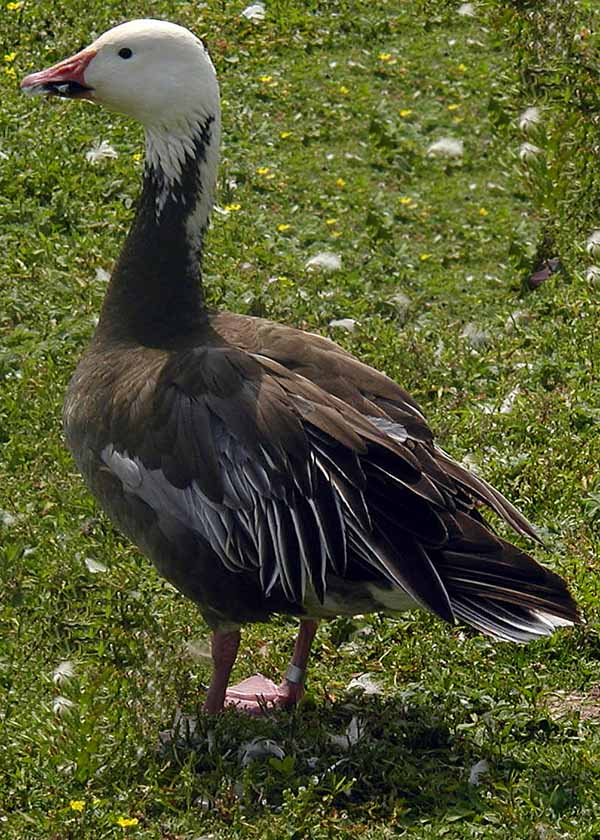
A. c. caerulescens. Forma azul (o gris).
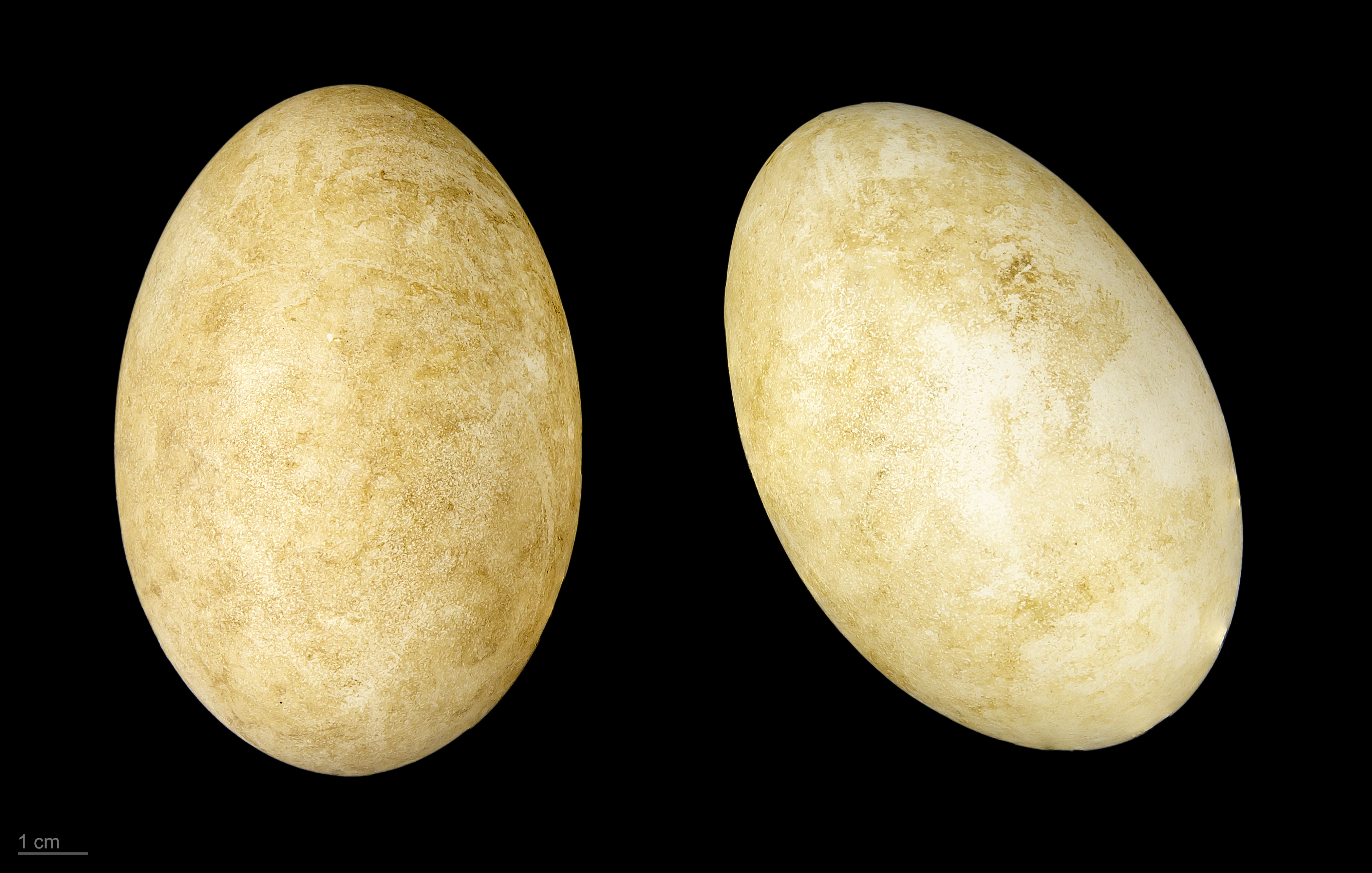
Anser caerulescens caerulescens — de menor corpulência, habita desde a região centro-setentrional do Canadá até ao Estreito de Bering. Este ganso mede entre 63 a 79 cm de altura e pesa de 2 a 2,7 kg.
- Anser caerulescens atlanticus — nidifica no nordeste do Canadá e na Gronelândia. O peso médio desta subespécie é de 3,2 kg e mede 79 cm de altura média, ainda que se tenham encontrado espécimes com 4,5 kg de peso.

A envergadura alar para ambas subespécies é de 135 a 165 cm. O polimorfismo azul é mais raro entre os membros das populações orientais de A c. caerulescens.